# THE ONE 〜ALL SINGLES BEST〜
『THE ONE 〜ALL SINGLES BEST〜』（ザ・ワン オール・シングルス・ベスト）は、GARNET CROWの4thベスト・アルバム。2013年5月22日にGIZA studioから発売された。

## 解説
『GOODBYE LONELY 〜Bside collection〜』以来、1年3ヶ月ぶりとなるベスト・アルバム。「CD3枚組」1形態での発売で、封入特典として、スペシャルアイテムプレゼントへの応募とスペシャルムービー視聴のIDが封入されている（同年6月30日まで有効）。
本作の発売は、同年3月30日に行われた10thアルバム『Terminus』のライブツアー最終日に発表され、同時に6月9日のライブをもっての解散を発表した。よって、本作が解散前最後の作品となる。
13年間に発売されたシングルA面表題曲全35曲を発売順に収録。シングルA面表題曲を網羅したベスト・アルバムとしては、2005年の『Best』、2010年の『THE BEST History of GARNET CROW at the crest...』に続き3作目となるが、前2作と異なり、全てシングルバージョンでの収録となっている。また、新曲は収録されていないが、購入者特典のスペシャルムービーにて未発表曲「バタフライ・ノット」を聞くことができた。
プロモーションでは、解散発表を受けてのラストライブが行われたほか、一部CDショップではGARNET CROWへのメッセージ企画と旧作シングル・アルバム購入者へのクリアファイルプレゼントが行われた。5月25日には、ニコニコ動画にて、ファンを公言している藤田咲と佐藤すみれによる生放送特番が放送された。
『名探偵コナン』へのタイアップが付いた楽曲は、アルバム曲である「As the Dew」を除き、全て収録された。

## 規格品番
- Disc 1：GZCA-5253
- Disc 2：GZCA-5254
- Disc 3：GZCA-5255

## 収録曲
- 特別記載が無い限り、作詞：AZUKI七、作曲：中村由利、編曲：古井弘人。

### Disc 1
1. Mysterious Eyes
1stシングル。よみうりテレビ・日本テレビ系アニメ『名探偵コナン』オープニングテーマ。
2. 君の家に着くまでずっと走ってゆく
  - 編曲：古井弘人、Miguel Sá Pessoa

2ndシングル。
3. 二人のロケット
3rdシングル。MFTV『I'm MUSIC FREAK!』キャンペーンテーマソング。
4. 千以上の言葉を並べても...
4thシングル。童夢CMソング。
5. 夏の幻
5thシングル。よみうりテレビ・日本テレビ系アニメ『名探偵コナン』エンディングテーマ。
6. flying
6thシングル。ナムコ・プレイステーション用ゲームソフト『テイルズ オブ エターニア』テーマソング。
7. Last love song
7thシングル。テレビ朝日系『ビートたけしのTVタックル』エンディングテーマ。
8. call my name
8thシングル。テレビ東京系アニメ『PROJECT ARMS』エンディングテーマ。
9. Timeless Sleep
9thシングル。テレビ東京系アニメ『PROJECT ARMS』エンディングテーマ。
10. 夢みたあとで
10thシングル。よみうりテレビ・日本テレビ系アニメ『名探偵コナン』エンディングテーマ。
11. スパイラル
11thシングル。フジテレビ系『感動ファクトリー すぽると!』テーマソング。
12. クリスタル・ゲージ
12thシングル。TBS系『pooh!』エンディングテーマ。

### Disc 2
1. 泣けない夜も 泣かない朝も
13thシングル。テレビ朝日系『内村プロデュース』エンディングテーマ
2. 君という光
14thシングル。よみうりテレビ・日本テレビ系アニメ『名探偵コナン』エンディングテーマ。
3. 僕らだけの未来
15thシングル。フジテレビ系『感動ファクトリー すぽると!』テーマソング。
4. 君を飾る花を咲かそう
16thシングル。テレビ東京系アニメ『モンキーターン』エンディングテーマ。
5. 忘れ咲き
17thシングル。よみうりテレビ・日本テレビ系アニメ『名探偵コナン』エンディングテーマ。
6. 君の思い描いた夢 集メル HEAVEN
18thシングル。テレビ東京系アニメ『メルヘヴン』オープニングテーマ。
7. 晴れ時計
19thシングル。テレビ東京系アニメ『メルヘヴン』オープニングテーマ。
8. 籟・来・也
20thシングル。TBS系全国ネットスペシャル番組『キヤノンスペシャル 古代発掘ミステリー秘境アマゾン巨大文明 〜大発見!紀元前の遺跡･･･大地を改造した幻の民族〜』イメージソング。
9. 夢・花火
21stシングル。テレビ東京系アニメ『メルヘヴン』オープニングテーマ。
10. 今宵エデンの片隅で
22ndシングル。テレビ東京系アニメ『メルヘヴン』エンディングテーマ。
11. まぼろし
23rdシングル。テレビ朝日系ドラマ『新・科捜研の女』主題歌。
12. 風とRAINBOW
24thシングル「風とRAINBOW／この手を伸ばせば」の1曲目。テレビ東京系アニメ『メルヘヴン』オープニングテーマ。

### Disc 3
1. この手を伸ばせば
24thシングル「風とRAINBOW／この手を伸ばせば」の2曲目。テレビ東京系アニメ『メルヘヴン』エンディングテーマ。
2. 涙のイエスタデー
25thシングル。よみうりテレビ・日本テレビ系アニメ『名探偵コナン』オープニングテーマ。
3. 世界はまわると言うけれど
26thシングル。よみうりテレビ・日本テレビ系アニメ『名探偵コナン』エンディングテーマ。
4. 夢のひとつ
27thシングル。テレビ東京系アニメ『ゴルゴ13』エンディングテーマ。
5. 百年の孤独
28thシングル。全国東宝系映画『真救世主伝説 北斗の拳ZERO ケンシロウ伝』主題歌。
6. Doing all right
29thシングル。よみうりテレビ・日本テレビ系アニメ『名探偵コナン』エンディングテーマ。
7. 花は咲いて ただ揺れて
30thシングル。TBS系全国ネット『噂の!東京マガジン』2009年7月 - 9月エンディングテーマ。
8. Over Drive
31stシングル。全国東宝系公開劇場版アニメ『名探偵コナン 天空の難破船』主題歌。
9. Smiley Nation
32ndシングル。中京テレビ・日本テレビ系『フットンダ』2011年6月エンディングテーマ。
10. Misty Mystery
33rdシングル。よみうりテレビ・日本テレビ系アニメ『名探偵コナン』オープニングテーマ。
11. Nostalgia
34thシングル。日本テレビ系『ハッピーMusic』2012年9月エンディングテーマ。